# District de Sesheke
Le district de Sesheke est un district de Zambie, situé dans la Province Occidentale. Sa capitale se situe à Sesheke. Selon le recensement zambien de 2000, le district a une population de 78 169 personnes.